# Абдул Гафур Брешна

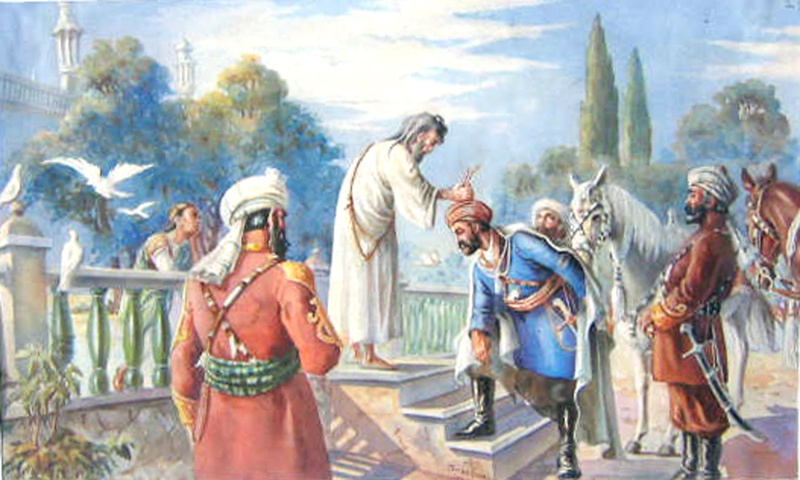
Картина Брешни із зображенням Сабер-шаха, який коронує Ахмад Шаха Дуррані

Абдул Гафур Брешна (пушту : عبدالغفور بريښنا) (10 квітня 1907 — 4 січня 1974) — афганський художник, композитор, поет і режисер. Його вважають одним із найталановитіших художників країни. Він також написав колишній національний гімн Афганістану, який використовувався протягом 1970-х років.

## Раннє життя та освіта
Брешана народився як Абдул Гафур 10 квітня 1907 року в Кабулі, Афганістан. Слово Брешна означає блискавка, яке він додав як прізвище. У 1921 році він був серед студентів, яких падишах Аманулла Хан відправив до Німеччини для отримання вищої освіти. Навчався живопису та літографії в Академії мистецтв у Мюнхені.

## Особисте життя
У Німеччині Брешна одружився з Маргерхі і повернувся в Афганістан у 1931 році.

## Смерть і спадщина
Він помер 4 січня 1974 року в місті, в якому народився, Кабулі. Більшість його творів мистецтва було втрачено або знищено під час багаторічної війни в Афганістані. Залишилися лише деякі, і зараз його згадують як одного з найталановитіших художників Афганістану.

## Кар'єра
Брешна написав національний гімн Афганістану, який використовувався з 1973 по 1978 рік.

### Виставки
Роботи Брешни виставлялися в усьому світі: Тегеран (1953, 1966), Делі (1954, 1974), Каїр (1956), Нью-Йорк (1957), Москва (1965, 1973), Пекін (1967), Софія (1967)., Канни (1971) і Душанбе (1972).

## Галерея

Artwork by Breshna
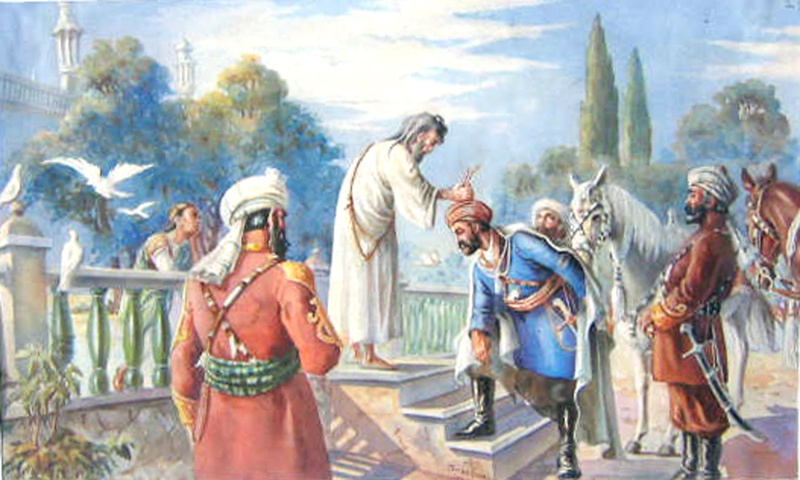
Зображення коронації Ахмада Шаха Дуррані в 1747 році, якого вважають батьком-засновником Афганістану (батьком нації) (1928).
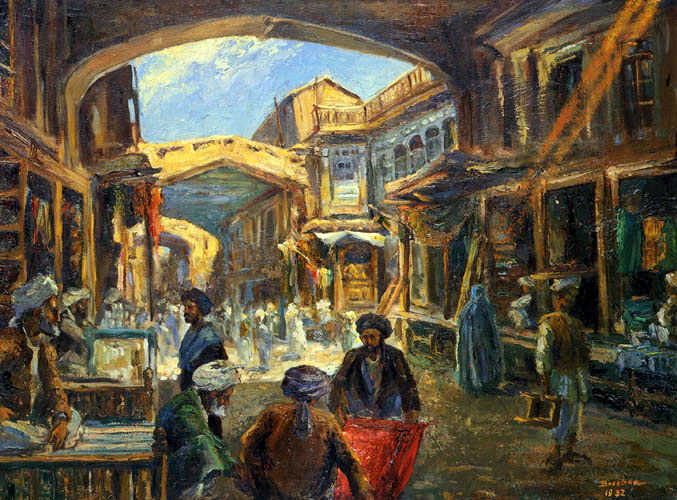
Кабульський базар Чар Чатта (1932)
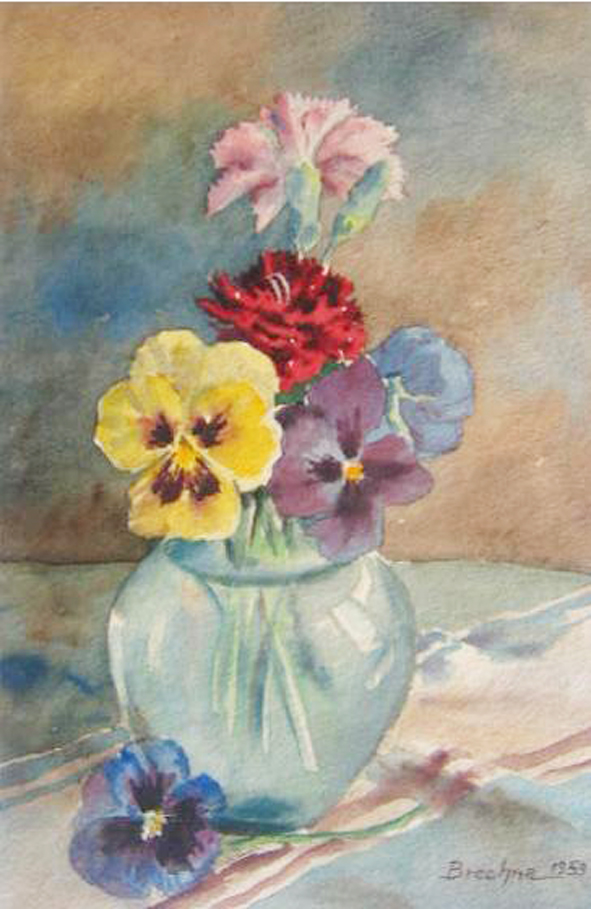
Квіти (1953, знищено)